# Polystichum tiankengicola
Polystichum tiankengicola är en träjonväxtart som beskrevs av Li Bing Zhang, Q. Luo och P. S. Wang. Polystichum tiankengicola ingår i släktet Polystichum och familjen Dryopteridaceae. Inga underarter finns listade.